# Anacamptis dafnii
Anacamptis dafnii là một loài thực vật có hoa trong họ Lan. Loài này được (Wolfg.Schmidt & R.Luz) H.Kretzschmar, Eccarius & H.Dietr. mô tả khoa học đầu tiên năm 2007.